# Nechtěli jsme na moře
Nechtěli jsme na moře (1937, We Didn't Mean to Go to Sea) je sedmý díl románového cyklu anglického spisovatele Arthura Ransoma o prázdninových dobrodružstvích dvou dětských sourozeneckých skupin, které se nazývají Vlaštovky a Amazonky, a jejich přátel.
Kniha vypráví o tom, jak se Vlaštovky (sourozenci Walkerovi) setkají o prázdninách, které tráví v přímořské oblasti, s mladým námořníkem Jimem a na jeho plachetnici Hastrman se chystají na plavbu po řece. Shodou nešťastných okolností je ale Hastrman jen s dětmi na palubě odnesen proudem z přístavu a ocitá se v mlze a větrné bouři na moři. V obavě před nebezpečnými mělčinami při pobřeží se děti vydají s Hastrmanem na volné Severní moře a plují z Anglie do Holandska.

## Česká vydání
- Nechtěli jsme jet na moře, Josef Hokr, Praha 1948, přeložil Jaromír Hořejš,
- Nechtěli jsme na moře, Albatros, Praha 1976, přeložila Zora Wolfová, znovu 1999,2021 a Toužimský a Moravec, Praha 2004.